# Acacia lanuginosa
Acacia lanuginosa är en ärtväxtart som beskrevs av Eduard August von Regel. Acacia lanuginosa ingår i släktet akacior, och familjen ärtväxter. Inga underarter finns listade i Catalogue of Life.